# Colasoft Capsa
Capsa はColasoft によって開発され、有線および無線ネットワークを監視、解析、トラブルシューティングする ネットワークアナライザ である。Capsa 日本語版も開発され、Capsa Enterprise エディションと Capsa Professional エディションという二つのエディションがある。

## 機能
- リアルタイムに有線&無線ネットワークパケットをキャプチャー  -- (有線だけでなく、802.11a/b/g/nを含む無線ネットワーク上で送受信されたデータをキャプチャーする)
- トラフィック& 帯域幅を監視  -- (トラフィックと帯域幅を監視することで、トラフィックを一番消費しているホストを特定する)
- 高度なプロトコル解析 -- (1500以上のネットワークプロトコルとサブプロトコルをサポートする)
- 複数ネットワークアクティビティを監視-- (webブラウジングやチャットなどユーザーのネットワークアクティビティを監視する)
- エキスパートネットワーク診断 --     (40種類以上の診断イベントの自動検出をサポートする)
- ネットワークアクティビティを記録 --     (DNSログ、Eメールログ、FTP転送ログなど複数ネットワークアクティビティログの保存をサポートする)
- Eメール内容を保存 --   (社員によって送受信されたすべてのEメールのコピーを証拠として保存する)
- 迅速かつ直観的なレポート --      (通信量、VoIP、セッションなど多くの統計レポートを提供する)
- 詳細なパケットデコーディング --     (パケットデコーディングを通じて、ネットワーク通信のオリジナル情報を確認する)

## 特徴
- 単一または複数ネットワークアダプタからパケットをキャプチャー
- 各パケットのヘッダー& 内容を解析
- MAC & IPアドレスに関する統計を提供
- プロトコル (データリンク層 → アプリケーション層)を解析
- 40種類のネットワーク問題を診断
- グラフで統計を表示
- ネットワーク異常を警告
- パケット&ログを保存
- DNS、webブラウジング、Eメール、FTP & IM サービスログを記録

## Capsa Enterpriseエディション
Capsa Enterpriseエディション はis Colasoft Capsa ネットワークアナライザの一つで、EthernetおよびWLAN 両方の解析をサポートしている。リアルタイムなパケットのキャプチャーと解析の他に、過去イベントの解析をもサポートする。日常ネットワークの監視から、様々なネットワーク問題の処理まで企業ネットワークの正常運行を保証する。

## Capsa Professionalエディション
Capsa Professionalエディションネットワーク専門家または中小企業向けの Ethernet パケットアナライザである。ネットワーク監視、解析、トラブルシューティングをサポートする。

## エディション比較
| 特徴                            | Enterpriseエディション | Professionalエディション |
| ------------------------------- | ---------------------- | ------------------------ |
| WiFi トラフィックをキャプチャー | 有り                   | 無し                     |
| 不審セッションビュー            | 有り                   | 無し                     |
| IPアドレス監視                  | 無制限                 | 無制限                   |
| セッションタイムアウト期間      | 無制限                 | 無制限                   |
| アダプタ監視                    | 有り                   | 有り                     |
| ファイルの手動保存              | 有り                   | 有り                     |
| 複数プロジェクトを同時実行      | 有り                   | 有り                     |
| 複数アダプタをサポート          | 有り                   | 有り                     |
| ネットワークタップをサポート    | 有り                   | 有り                     |
| 印刷                            | 有り                   | 有り                     |
| データをエクスポート            | 有り                   | 有り                     |
| ログ保存機能                    | 有り                   | 有り                     |
| レポート                        | 有り                   | 無し                     |
| 診断機能                        | 有り                   | 無し                     |
| セキュリティ解析プロファイル    | 有り                   | 無し                     |
| レポートのカスタマイズ          | 有り                   | 無し                     |
| パケットの自動保存機能          | 有り                   | 無し                     |
| 自動スケジューリング            | 有り                   | 無し                     |
| ARP攻撃ビュー                   | 有り                   | 無し                     |
| ワームビュー                    | 有り                   | 無し                     |
| 起こしたDoS攻撃ビュー           | 有り                   | 無し                     |
| 受けたDoS攻撃ビュー             | 有り                   | 無し                     |
| TCPポートスキャンビュー         | 有り                   | 無し                     |

ソース: